# Grizzlys Wolfsburg

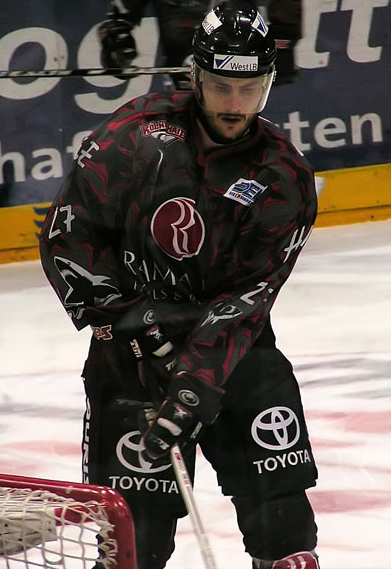
Ivan Ciernik

De Grizzly Wolfsburg is een ijshockeyteam uit het Duitse Wolfsburg. De Grizzly Wolfsburg komen uit in de DEL. De club speelt tegenwoordig in de Volksbank BraWo ijsarena.

## Namen
- TV Jahn Wolfsburg (1975-1986)
- ESC Wolfsburg (1986-1994)
- EC Wolfsburg (1994-1996)
- Grizzly Adams Wolfsburg (1996-2015)
- Grizzlys Wolfsburg (sinds 2015)

## Prijzen
- Beker van Duitsland 2009

## Selectie 2020-2021
Bijgewerkt tot 28 december 2020 
| #  | Naam               | Nationaliteit               | Positie |
| -- | ------------------ | --------------------------- | ------- |
| XX | Pat Cortina        | Italië Canada               | Coach   |
| 63 | Leon Grothe        | Duitsland                   | GK      |
| 34 | Chet Pickard       | Canada Duitsland            | GK      |
| 1  | Dustin Strahlmeier | Duitsland                   | GK      |
| 59 | Maximilian Adam    | Duitsland                   | D       |
| 91 | Phillip Bruggisser | Denemarken                  | D       |
| 55 | Ryan Button        | Canada Duitsland            | D       |
| 9  | Jeffrey Likens     | Verenigde Staten            | D       |
| 44 | Julian Melchiori   | Canada                      | D       |
| 24 | Janik Möser        | Duitsland                   | D       |
| 12 | Armin Wurm         | Duitsland                   | D       |
| 28 | Jordan Boucher     | Canada                      | F       |
| 29 | Valentin Busch     | Duitsland                   | F       |
| 23 | Gerrit Fauser      | Duitsland                   | F       |
| 4  | Garrett Festerling | Canada Duitsland            | F       |
| 17 | Sebastian Furchner | Duitsland                   | F       |
| 88 | Max Görtz          | Zweden                      | F       |
| 94 | Phil Hungerecker   | Duitsland                   | F       |
| 71 | Matti Järvinen     | Verenigd Koninkrijk Finland | F       |
| 93 | Spencer Machacek   | Canada                      | F       |
| 90 | Jan Nijenhuis      | Duitsland                   | F       |
| 46 | Mathis Olimb       | Noorwegen                   | F       |
| 95 | Fabio Pfohl        | Duitsland                   | F       |
| 41 | Steven Raabe       | Duitsland                   | F       |
| 18 | Anthony Rech       | Frankrijk                   | F       |